# Prapreče pri Šentjerneju
Prapreče pri Šentjerneju – wieś w Słowenii, w gminie Šentjernej. W 2018 roku liczyła 73 mieszkańców.